# Atarba (Atarbodes) issikiana
Atarba (Atarbodes) issikiana is een tweevleugelige uit de familie steltmuggen (Limoniidae). De soort komt voor in het Oriëntaals gebied.